# 阳尼
阳尼（5世纪—5世纪），字景文，北魏学者、官员。
北平无终人。祖上世代效力慕容氏。年轻时好学，博通群籍，与侯天护、李彪同志齐名。李彪与高悦、阳尼等想去名山隐居，未果。幽州刺史胡泥认为阳尼学艺文雅，上表推荐。征拜秘书著作郎，奏请将佛道宜记录在史册。后北魏改中书学为国子学。时中书监高闾、侍中李冲等认为阳尼硕学博识，举荐为国子祭酒。北魏孝文帝曾经亲自在苑堂讲诸经典，诏阳尼侍听，赐帛百匹。阳尼后来兼幽州中正。孝文帝御前殿，令诸州中正各自举荐所熟悉的人才，阳尼与齐州大中正房千秋各自举荐其子，孝文帝说：“昔日有一个祁奚，已经名垂青史，现在有两个祁奚，也必定在日后的史册上留名。”
出为幽州平北府长史，带渔阳太守，未拜，因任中正时收受乡人财货，获罪免官。阳尼每每自伤说：“我昔日没有做官，不曾羡慕他人，今日失官，与本何异？然非我宿志，命也如何！”既而还乡，遂在冀州去世，年六十一。有书数千卷。所作《字释》数十篇，未完成就去世了。其从孙太学博士阳承庆于是撰《字统》二十卷，行于世。
北魏宣武帝登基后，李彪上表称已故的阳尼等人“并以文才见举，注述是同，皆登年不永，弗终茂绩”。
妻高氏，勃海人。子阳介。从子阳鸣鹄、阳季智、阳荆。高氏学识有文才，孝文帝敕令她入侍后宫。冯幽后所上表文启奏，都是高氏所作的文辞。《魏书·列女传》对她有记载。

## 评价
- 《魏书》史臣曰：阳尼学义之迹，世不乏人。

## 延伸阅读
[在维基数据编辑]
 《魏書·卷72》，出自魏收《魏书》
 《魏書·卷92》，出自魏收《魏书》
 《北史·卷047》，出自李延壽《北史》